# Jaborosa runcinata
Jaborosa runcinata là loài thực vật có hoa trong họ Cà. Loài này được Lam. mô tả khoa học đầu tiên năm 1789.